# Teganissorens
Teganissorens, též známý jako Decanesora, (cca 1650–1732?) byl vlivný náčelník irokézského kmene Onondagů. Hrál zásadní roli ve vztazích mezi Irokézy, Francouzi a Angličany v Severní Americe koncem 17. a na začátku 18. století.
Jeho jméno se v pramenech objevuje poprvé v roce 1682, kdy byl členem výpravy irokézských diplomatů do Montrealu. V té době už byl zřejmě uznávaným mírovým náčelníkem, známým svým sklonem k prosazování mírového soužití Irokézů a Francouzů. V Montrealu se snažil přesvědčit guvernéra Nové Francie Buade de Frontenaca o tom, že útoky, jež bojovníci Irokézského kmenového svazu zahájili proti Indiánům kmenů Illinois a Miami sídlících jižně od Velkých kanadských jezer, nejsou namířeny proti francouzským zájmům v této oblasti. Mimo jiné i díky jeho úsilí se Irokézům podařilo udržet mír s Francouzi až do roku 1684. V roce 1688, když byl na cestě do Montrealu vyjednat příměří mezi Irokézskou ligou a Francouzi, napadli jeho skupinu Huróni vedení náčelníkem Kondiaronkem zvaným Krysa (Le Rat) a část Irokézů zabili a zbytek zajali. Kondiaronkova akce byla promyšlená. Předtím než většinu Irokézů včetně Teganissorense propustil, přesvědčil je, že útok provedl na popud Francouzů. Tato akce měla zřejmě největší vliv na to, že příměří ujednáno nebylo. V následujícím období během tzv. války krále Viléma (1689–1697), v níž bojovali Irokézové na straně Angličanů proti Francouzům a většině jezerních kmenů, byl Teganissorensův vliv utlumen a jeho diplomatické schopnosti se začínají naplno projevovat až koncem 90. let 17. století. Přesto i v době války navštívil jako hlavní irokézský diplomat v roce 1694 Quebec, kde byl přivítán staronovým guvernérem Frontenacem s velkou pompou. Jednalo se především o tom, že Irokézové si nepřejí znovuzaložení francouzské pevnosti Cataraqui (Fort Frontenac) na severním břehu jezera Ontario, dále Teganissorens nabízel Francouzům mírovou konferenci, jež by se měla konat v Albany (New York). Francouzi odmítli. V letech 1700–1701 byl Teganissorens hlavním strůjcem irokézského diplomatického úsilí. Irokézové byli v té době značně vyčerpáni válkou s Francouzi a jejich indiánskými spojenci a zklamáni z velmi malé podpory Angličanů. Teganissorens se snažil vymanévrovat Irokéze z války a zajistit jim neutrální pozici v očekávaných budoucích konfliktech evropských mocností. Aby ukázal svou nestrannost, nezúčastnil se v létě 1701 ani jedné ze dvou konferencí, které probíhaly prakticky paralelně v Montrealu a Albany mezi Indiány a Francouzi, resp. Angličany (tzv. Velký montrealský mír). Na konferencích došlo k neoficiálnímu potvrzení irokézské neutrality, kterou se v následujících desetiletích dařilo těmto Indiánům do značné míry udržet (k nelibosti Angličanů).
Na začátku 18. století zůstal Teganissorens stále uznávaným náčelníkem a diplomatem. Na mnoha jednáních a setkáních vystupoval jako hlavní irokézský řečník. Ve dvacátých letech 18. století se s ním setkal významný newyorský osadník Cadwallader Colden, který o něm napsal: „Když jsem ho viděl a slyšel mluvit, byl už starý... nicméně Decanesora požíval po mnoho let mezi Pěti národy (Irokézové) nejvyšší reputace jako řečník. V jejich jednáních s Francouzi a Angličany obvykle vystupoval jako mluvčí... vynikal takovou schopností přednesu a mluvy, že by tím uspěl kdekoli na světě... Svými rysy mi nejvíce připomínal sochy Cicerona.“
O datum Teganissorensovy smrti se vedou jisté spory. Muselo se tak stát mezi léty 1725–1732.
O jeho rodině je známo tolik, že manželka konvertovala ke křesťanství a zemřela v důsledku nehody či zabití asi v roce 1700.